# Kłosowo-Piekło
Kłosowo-Piekło [pronunciación en polaco: /kwɔˈsɔvɔ ˈpjɛkwɔ/] Es un asentamiento ubicado en el distrito administrativo de Gmina Przodkowo, dentro del Condado de Kartuzy, Voivodato de Pomerania, en Polonia del norte. Se encuentra aproximadamente a 4 kilómetros al norte de Przodkowo, a 10 kilómetros al noreste de Kartuzy, y a 24 kilómetros al oeste de la capital regional Gdańsk.
Para detalles de la historia de la región, véase Historia de Pomerania.